# Lonesome Tears
«Lonesome Tears» —en español: Lágrimas solitarias— es una canción del músico estadounidense Beck, incluida en su álbum Sea Change de 2002. Esta es otra de las canciones fuertemente orquestadas del álbum, y unas de las preferidas por la crítica. En la canción, Beck se torna dramático, debajo de olas de cuerdas, que tienen una coda emocionante y climática. Lonesome Tears hizo su debut el 2 de agosto de 2002, en Seattle. Beck tocó la canción solo en el piano durante todo el recorrido de agosto, aunque muchas veces se detuvo antes de terminar porque no estaba de buen humor.